# 宿進
宿進（1474年—1515年），字儒忠，號一崖，又號蹈愚子，四川夾江人，明朝政治人物，進士出身。

## 生平
治《礼记》，由國子生中式四川鄉試第二十二名舉人，年三十五于正德三年（1508年）登戊辰科進士，授刑部主事，后升至員外郎。因劉瑾事敗，其上疏請求清除餘黨，明武宗讀後大怒，欲親自審訊，并命張永召閣臣李東陽。李東陽對張永稱：「後生狂妄，且日暮非見君時，幸少寬之。」隨後，張永逮捕其入午門，并廷杖五十，削籍歸，不久去世。明世宗初期，贈光祿寺少卿。

## 家族
曾祖宿北海。祖宿罡。父宿九萬，教谕。母李氏。严侍下。兄盤、詔、麗、弟志、儒、還、选。